# 78会

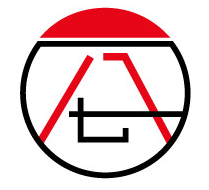
78会ロゴ・マーク

78会（ななはち・かい）は、1978年生（1978年1月‐1979年3月生まれ）を中心メンバーにおく「未来公益」を活動理念とした日本国の特定非営利活動法人（NPO法人）である。
プロボノ・社会起業家・ソーシャルベンチャーといった活動形態にあてはまる団体の中で、世代で
区別する形態をとっている。84ism、76会などがある。
78会は、2007年10月、任意団体として発足。東京都在住・在勤の1978年生まれの経営者・経営層を中心に、「まじめに日本を考える」というテーマのもと集まり、次世代に引き継ぐべき日本・社会について考え実際のActionに起こすことを推進している。
所在地は東京都渋谷区

## 団体内容
現在、都内中心に78年生まれを中心に70名超の会員、また、福岡・岩手・京都に支部が設置され、地方-東京の架け橋として、地方活性化、人材活性・教育の領域において、さまざまなプロジェクトの立案・企画・活動している。 
また、会員は、大手企業からベンチャー企業経営者・経営層から、NPO法人・士業家・大学講師など多種多様で、社会起業的意識・意欲が比較的高い人間で構成されている。

## 活動内容
活動は、プロジェクト単位で企画・実行されている。
現在では、無農薬米づくり、6次産業、地域活性、ノマドワーキング、レストランプロデュース、研修プログラム提供、組織活性化支援、交流会、電子書籍などのプロジェクトがある。

## 歴史
- 2007年10月：団体立ち上げ
- 2009年：米プロジェクト開始
- 2010年：78会 米プロジェクト2010 開始
- 2010年7月8日：交流会７８±開催
- 2010年8月12日：78会、NPO法人化
- 2011年：78会 米プロジェクト2011 開始
- 2011年7月8日：交流会78±開催・「ふるさと娘」Webサイトリリース。

## 78会 米プロジェクト2010
30代の将来の農と食を考える一般消費者が、栃木県矢板市の協力農家の圃場を借り、一般消費者の手で残留農薬226項目で【0】の完全無農薬・無化学肥料の農法（武藤農法）を活用して田んぼでの米作りに挑戦し、合わせて畑での作物づくりも実施。
また、関係先の外食産業・保育園などの農に関心のある事業体と連携し、付帯プログラムとして研修や食育プログラムの開発、農の現場と食卓の現場のコミュニケーションの促進、消費者の農業への意識向上を促進。78会の田んぼを中心に、「農」と「食」と「社会」の新たな関係を生み出すプロジェクトとして年間を通じて活動。